# Byblia fasciata
Byblia fasciata är en fjärilsart som beskrevs av Rothschild och Jordan 1903. Byblia fasciata ingår i släktet Byblia och familjen praktfjärilar. Inga underarter finns listade i Catalogue of Life.